# (182933) 2002 GZ31
(182933) 2002 GZ31 est un objet transneptunien dont le diamètre estimé est compris entre 120  et   200 kilomètres. On lui connaît un satellite, S/2007 (182933) 1, découvert le 23 avril 2006 en utilisant le télescope spatial Hubble. Les deux objets étant de taille similaire, il s'agit plutôt d'un astéroïde double.